# Vavatenina
Vavatenina – miasto w północno-wschodnim Madagaskarze, w prowincji Toamasina. Według szacunków na 2008 rok liczy 38 731 mieszkańców.